# Alange
Alange es un municipio español, perteneciente a la provincia de Badajoz (comunidad autónoma de Extremadura).

## Situación
Alange está situado en la parte central de Extremadura, a una altitud de 323 m s. n. m. y a una distancia de 22 km de Mérida, la capital extremeña. La superficie de su término es de 160,3 km² y pertenece a la comarca de Tierra de Mérida - Vegas Bajas y al partido judicial de Mérida.

## Demografía
Alange cuenta con una población de 1808 habitantes (INE 2024).
| Gráfica de evolución demográfica de Alange entre 1842 y 2021 |
| |
| Población de derecho según los censos de población del INE. Población de hecho según los censos de población del INE.En este censo se denominaba Alanje: 1842, 1857 y 1860. |

## Historia
En la Batalla de Alange, en 1230, los efectivos musulmanes sufrieron una derrota completa y salieron en desbandada perseguidos por los leoneses, resultando el mismo Ibn Hud herido. Según Moreno de Vargas, el ejército leonés [comandado por el zamorano Alfonso IX de León, según el profesor Iglesias Carreño] infligió una gran matanza en los musulmanes que huían hacia Badajoz a una legua de Mérida, en el denominado "Valle de la Matanza".
En 1594 Alange formaba parte de la provincia León de la Orden de Santiago y contaba con 186 vecinos pecheros.
A la caída del Antiguo Régimen Alange se constituye en municipio constitucional en la región de Extremadura. Desde 1834 quedó integrado en el partido judicial de Mérida. En el censo de 1842 contaba con 264 hogares y 960 vecinos.

## Termas
Con reformas en el siglo XVIII y XIX, hoy se encuentran en explotación las termas de origen romano, integradas en un balneario de aguas medicinales, cuyo alto contenido de radón, produce mejorías en las afecciones de tipo nervioso, artrosis, reumatismo y el aparato respiratorio.Las termas constituyen el monumento más relevante y conocido de Alange. A pesar de estar documentada presencia humana anterior son los romanos los que en la época de Trajano construyeron una primitiva estación termal de la que se conservan numerosos restos arqueológicos, entre ellos dos termas, hoy restauradas, una para hombres y otra para mujeres.
La construcción romana es un edificio rectangular en el que se alojan dos cámaras idénticas circulares, a las que se accede por una inclinada escalera de piedra.
En el centro de las cámaras están las piscinas, también circulares. Dichas cámaras se cierran en el techo por dos bóvedas semiesféricas con claraboyas en el centro. Incluso algunos arqueólogos creen que probablemente sería una zona de recreo para los habitantes de Augusta Emerita, localizada a 16 km y estarían comunicadas por una vía trazada por la ribera de los ríos Matachel y Guadiana, y que une actualmente a estas dos poblaciones.
A finales del siglo III aparecen llegados de la Capadocia la familia de los Serénanos, y se instala en Emérita. Con ellos viajaba su hija, Varinia Serena, que padecía algún tipo dolencia relacionada con el aparato femenino, al sumergirse en las aguas del manantial mejoró notablemente, por ello su padre hace edificar una estatua en honor a la diosa Juno en la estación termal.
Hoy el Balneario de Alange es el mayor atractivo turístico de la localidad.

## Castillo de Alange
El castillo que domina la comarca del río Matachel está situado en el Cerro de la Culebra. Fue construido por los musulmanes en el siglo IX. Al conquistar Alange, el rey Fernando III, donó el castillo a la Orden de Santiago en 1243. Hacia mitad del siglo XVI fue abandonado. Aún hoy la enhiesta torre del homenaje, edificada de mampostería y ladrillo, se puede divisar desde muchos kilómetros a la redonda y recuerda su importancia militar en la época bajomedieval.

## Patrimonio

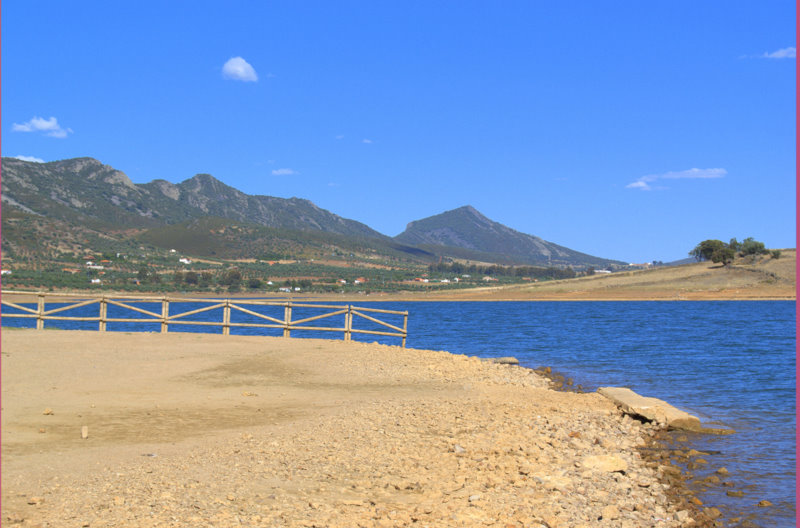
Embalse de Alange.

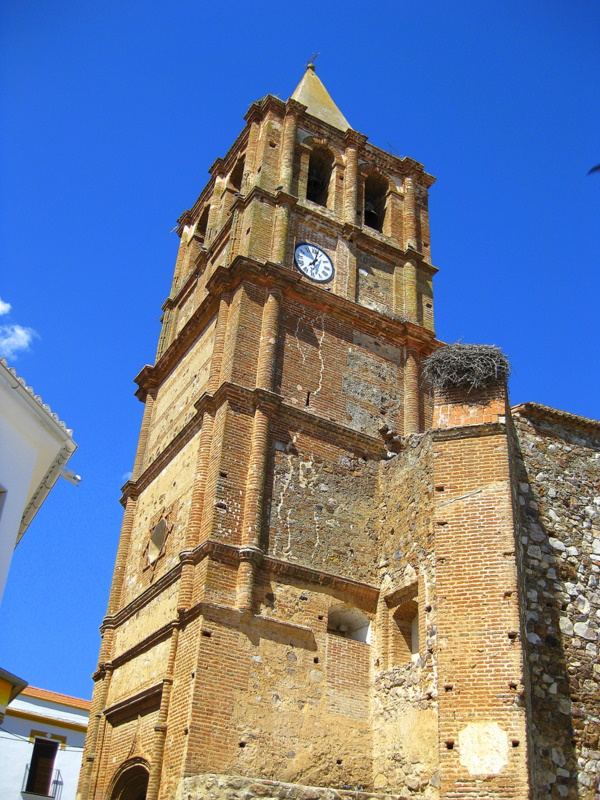
Iglesia de Alange.

Iglesia parroquial católica, de Nuestra Señora de los Milagros, en la archidiócesis de Mérida-Badajoz.
Yacimientos arqueológicos, algunos de ellos se encuentran bajo las aguas del pantano. Se pueden ver algunos de ellos rescatados en el Museo Arqueológico Provincial de Badajoz. 
Castillo de la Culebra, fortaleza árabe del siglo IX. Su importancia está relacionada con el control del paso de la Vía de la Plata. A partir de 1243 el Castillo pasa a pertenecer a la Orden de Santiago por mandato de Fernando III El Santo. 
Casa de la Encomienda fue vivienda del Comendador y aunque perdido la estructura original de la casa, sigue quedando un gran patio, algunos restos de columnas y capiteles y un escudo. Para su fabricación se utilizó mampostería, debido a la escasez de cantería en esos momentos. Actualmente es de propiedad privada y solo podemos admirar su exterior.
Termas Romanas
Ermita de San Bartolomé
Ermita de San Gregorio
Playa de Alange, en 2022, el municipio consiguió su primera bandera azul con el objetivo de impulsar estos espacios de interés medioambiental y turístico.

## Fiestas
- Fiesta de las Candelas y San Blas (2 y 3 de febrero).
- Fiesta de la Exaltación de la Cruz (3 de mayo).
- San Isidro Labrador (15 de mayo).
- Santa María (15 de agosto).
- Feria de la Milagrosa (11-13 de septiembre).

## Literatura
La ciudad está nombrada como lugar de nacimiento de la muy mojigata Doña de Padilla del Flor sujeto principal del poema La Légende de la nonne (La Leyenda de la Monja) de Victor Hugo, en referencia al personaje María de Padilla de la novela Carmen de Próspero Mérimée,  amante del rey Pedro.